# Haplochromis venator
Haplochromis venator är en fiskart som beskrevs av Greenwood, 1965. Haplochromis venator ingår i släktet Haplochromis och familjen Cichlidae. IUCN kategoriserar arten globalt som starkt hotad. Inga underarter finns listade i Catalogue of Life.